# دستور الإمبراطورية الرومانية
دستور الإمبراطورية الرومانية كان مجموعةً من القواعد والقوانين التي تم توارثها عبر الأجيال القديمة والسوابق القضائية. بعد سقوط الجمهورية الرومانية، انتقلت السلطات الدستوريَّة في الدولة من مجلس الشيوخ إلى الإمبراطور الروماني. بدءاً من عهد الإمبراطور الأول أغسطس، كان الإمبراطور ومجلس الشيوخ - تقنياً - فرعَين متساويين من الحكومة يعملان معاً. لكن على أرض الواقع، كانت السلطة الفعليَّة لمجلس الشيوخ تافهة، بينما امتلك الإمبراطور - من جهةٍ أخرى - السلطة الحقيقية المطلقة في روما. في عهد الإمبراطور الثاني تيبيريوس، انتقلت السلطات التي كانت تحتفظ بها المجالس الرومانية إلى مجلس الشيوخ.
استمدَّ الإمبراطور الروماني سلطاته في الدولة من موقعه القانوني. كانت تتألف سلطات الإمبراطور بالدرجة الأولى من فئتين، هما «السلطات الأطربونية» و«السلطات القنصلية». كانت تتمثَّل الفئة الأولى بصلاحيات شبيهة لصلاحيات الأطربون في العهد الجمهوري، حيث يحظى الإمبراطور بسلطة على الحكومة المدنية في روما. أما الفئة الثانية فكانت شبيهة بصلاحيات الحكام العسكريِّين، حيث تعطي الإمبراطور سلطة على الجيش. كانت الاختلافات بين هذه الصلاحيات واضحة في الأيام الأولى للإمبراطورية، لكنها بدأت تختفي مع الوقت، وأصبح الأباطرة يحظون بسلطات ملكية مطلقةٍ أكثر منها دستورية. رغم ذلك، بقيت في عهد الإمبراطورية بعض المناصب القديمة التي كانت تمثل تسلسل الحكام الهرمي أيام الجمهورية الرومانية، وهذه المناصب هي البريتور والأطربون والإيديل والكويستور والأطربون العسكري. من جهة أخرى، ألغى ماركوس أنطونيوس (أثناء تولّيه صلاحيات القنصل سنة 44 ق.م) منصبي الدكتاتور وقائد الفرسان، وقد ألغى خلفاؤه بعد سنوات قليلة صلاحية الرقيب بدورها.

## التاريخ الدستوري الإمبراطوري
أصبح الجنرال الذي انتصر في الحرب النهائية للجمهورية الرومانية، غايوس أوكتافيوس (أغسطس)، سيدًا للدولة. في السنوات التي تلت العام 30 ق.م، شرع أوكتافيوس بإصلاح الدستور الروماني. كانت النتيجة النهائية لهذه الإصلاحات إلغاء الجمهورية وتأسيس الإمبراطورية الرومانية. بعد أن خلع أوكتافيوس زميله في الحكم الثلاثي الثاني، مارك أنطونيوس، في عام 32 ق.م، استقال من منصبه الذي كان عضوًا في الحكومة الثلاثية، لكنه مُنح صلاحيات يظهر أنها شبيهة بتلك التي تخلى عنها. أراد أوكتافيوس تعزيز مكانته بصفته سيدًا للدولة بينما يتفادى التعرض للاغتيال.
في يوم 13 يناير من عام 27 ق.م، تخلى أوكتافيوس عن صلاحياته الاستثنائية، بما فيها كونه بروقنصلًا إمبريوم (البروقنصل لقب يحمله الولاة الرومانيون الذين كانوا مكلفين بإدارة الولايات ويتمتعون بجميع ما يتمتع به القنصل من سلطة ونفوذ وكثير ما يكون البروقنصل قنصلًا انتهت مدة عمله. إمبريوم: تعني السلطة المطلقة)، ووجهةً في السلطة الثلاثية الحاكمة، والصلاحيات الممنوحة له بموجب الكونسينسوس يونيفيرسوروم (الكونسينسوس يونيفيرسوروم قرار إجماعي تتخذه غالبية الشعب الروماني) لصالح مجلس الشيوخ والشعب الروماني. مع ذلك، أبقى سلطة الأطربون الممنوحة له من مجلس الشيوخ في العام 36 ق.م وبقي قنصلًا حتى العام 27 ق.م. تلقى من مجلس الشيوخ، بناءً على اقتراحه الخاص -دون شك- رتبة بروقنصل إمبريوم أعظم من سابقتها مدة عشر سنوات، ما أعطاه سلطة عليا على الولايات، ومن ثم، على كامل الجيش الروماني. مكنته هذه الصلاحيات والرتب المتعددة من الحفاظ على سلطته القانونية على الإمبراطورية قاطبةً والادعاء أن الجمهورية قد استُعيدت. مُنحت سلطة مشابهة لسلطة البروقنصل الواسعة هذه من قبل في قانون غابينيا لبومبيوس الكبير عام 67 ق.م. علاوة على ذلك، كانت صلاحيات القنصل التي يتمتع بها القناصل القائمون على رأس عملهم تعلو صلاحيات البروقنصل نظريًا، الأمر الذي مكن أوكتافيوس من الادعاء أنه لم يتجاوز أي رتبة في البلاد. للحفاظ على سطوته في إيطاليا، التي لم تكن تُعتبر ولاية، حمل أوكتافيوس المجالس الرومانية على انتخابه لمنصب قنصل.
في هذه المرحلة، منح مجلس الشيوخ أوكتافيوس لقب «أغسطس» ومنصب برينسيبيس سيناتوس، أو عضو مجلس الشيوخ الأول. وقتما تخلى أغسطس (الاسم الذي أُطلق على أوكتافيوس) عن لقب القنصل عام 23 ق.م، منحه مجلس الشيوخ بسطًا في سلطة البروقنصل خاصته، بالإضافة إلى سلطة شرعية تعادل سلطة القناصل العاديين. إضافة لذلك، وسع أغسطس استخدام الصلاحيات الأطربونية التي مُنحت له عام 36 ق.م، ما سمح له بالتدخل في الإدارة، وجمع الشعب، واقتراح تشريعات، ونقض قرارات الأجهزة السياسية الأخرى، إلخ. بعد تنفيذ هذه الإصلاحات النهائية، لم يُعدل أغسطس دستوره بعدها مطلقًا، مع أنه كان يكلف مكتب الرقباء دوريًا بإلحاق تغييرات على قوائم مجلس الشيوخ (لوحده في العام 8 ق.م ومع تيبيريوس في العام 14 م) وإيقاف القنصلية (مرتين بعد عام 23 ق.م). في عام 20 ق.م، أصابت روما مجاعة قادت الشعب إلى عرض الحكم المطلق على أغسطس لكنه رفض، وتولى بدلًا من ذلك نظام كورا آنوناي: أي إدارة إمدادات الحبوب. وعندما انقضى أجل بروقنصليته البالغ عشر سنوات، تابع وهم الطبيعة المؤقتة لسلطته، مجددًا إياها في أعوام 18 و13 و8 و3 ق.م، و8 م. بينما حدثت بعض التغيرات الطفيفة في الولايات التي حكمها بطبيعة سلطته البروقنصلية (عادت غاليا ناربونينسس وقبرص إلى حكم مجلس الشيوخ عام 22 ق.م)، لم تتغير طبيعتها المهيمنة إلا بعد وفاته.
كان هدف أغسطس النهائي إيجاد طريقة يضمن فيها خلافة منظمة، وهو أمر ضروري في أي دستور ملكي ومن أجل تجنب انبثاق حرب أهلية. لم يستطع أغسطس توريث صلاحياته لخلف عند وفاته، إذ إنها مُنحت خصيصًا له ولمدة محددةٍ أو خلال حياته. لذت، كان لزامًا على أي خلف أن يمتلك سلطته ونفوذه الشخصيين. في عام 6 ق.م، منح أغسطس صلاحيات أطربونية لربيبه تيبيريوس وأقره وريثًا له. أُصدر قانون في عام 13 م جعل صلاحيات تيبيريوس القانونية مكافئة لصلاحيات أغسطس ومستقلة عنها.
عند وفاة أغسطس، كان على تيبيريوس تولي حكم الدولة بما أن الدستور الجمهوري الشكلي لم يسمح للإمبراطور الراحل بتوريث صلاحياته. واستطاع بدعم من الحرس البريتوري والجيش السيطرة على الدولة. في عهده، نقل صلاحية انتخاب القضاة من المجالس الرومانية إلى مجلس الشيوخ وأنهى ممارسة اقتراح القوانين في حضرتهم. عندما توفي تيبيريوس، أعلن مجلس الشيوخ كاليغولا إمبراطورًا. اغتيل كاليغولا في العام 41 م، وتجادل مجلس الشيوخ مدة يومين بعد وفاته حول استعادة النظام الجمهوري. نتيجة لمطالب الجيش، مع ذلك، أُعلن كلوديوس إمبراطورًا في النهاية. في حين أن اهتمامات كلوديوس بالأثريات دفعته إلى محاولات إعادة إحياء الرقابة الرومانية القديمة، أصبحت هذه الصلاحيات مدمجة بالحقوق الإمبراطورية أكثر فأكثر.
بمرور الوقت، انخفضت قيمة القنصلية بصورة متزايدة، إذ توسعت ممارسة انتخاب قناصل إضافيين، ووصلت أحيانًا إلى انتخاب 12 زوجًا من الزملاء كل عام بحلول الفترة الأنطونية. مع تزايد طي واجباتها تجاه الدولة في وظائف مكتب الإمبراطور، شُدد على سلطتها القضائية في دور مجلس الشيوخ الجديد على أنها محكمة جنائية؛ ومع الفقدان العملي لكل صلاحيات المنصب السياسية، أصبح القناصل مسؤولين عن تنظيم الألعاب العمومية للاحتفال بالعطلات والأحداث الإمبراطورية. بعد حجب السلطة السياسية عن الكثير من قضاة الجمهورية، أصبحت العديد من المكاتب العليا السابقة للدولة مكاتب بلدية فاعلة ذات واجبات إدارية أساسية في روما فقط. أصبح البريتورات مديرين لحصص الحبوب والألعاب، محافظين على بعض السلطة القضائية فيما يتعلق بالقضايا المدنية والجنائية حتى أواسط القرن الثالث. كانت مهام الإيديلات تنظيم أمن الألعاب والجنازات العمومية، وجُردوا من سلطتهم القضائية في عام 36 م مع تعليق عمل المكتب بحلول أواسط القرن الثالث. أصبح الأطربونات، الذين حافظوا نظريًا على صلاحيات النقض الخاصة بهم دون أي أهمية، لأن الإمبراطور كان قادرًا على تجاوزهم، رؤساء لمناطق المدن الجديدة المتعددة.
شهد عهد فسبازيان إعادة تنظيم مجلس الشيوخ من هيئة تضم الأرستقراطيين الرومانيين إلى هيئة أرستقراطية إمبراطورية، يمنح عضويتها وامتيازاتها الإمبراطور. كان عهد دوميتيان نقطة تحول هامة على طريق الملكية وإنهاء النظام الدستوري الذي يحكم فيه الإمبراطور ومجلس الشيوخ الإمبراطورية سويةً. بعد أن منح نفسه القنصلية لعشر سنوات، منح دوميتيان نفسه الرقابة إلى الأبد، وعلى عكس أبيه، استخدم هذه الصلاحيات لإخضاع مجلس الشيوخ أكثر عبر السيطرة على عضويته. على مدى حكمه، ألغى حقوق مجلس الشيوخ، ولم يحول إليه إلا القضايا التافهة، مانعًا إياه من اتخاذ أي تصرف في القضايا المهمة، وأجبره على الامتثال لأوامره باستخدام صلاحياته الرقابية. في الواقع، أصبح أشبه بختم مطاطي (استعارة سياسية تعني أن المجلس أصبح يوافق روتينيًا على طلبات السلطة الأعلى)، بينما استعاد مجلس الشيوخ بعض السلطة وقتما انتخب الإمبراطور نيرفا، كانت الصلاحيات التي تتمتع بها نظريًا آخر المؤسسات الجمهورية المتبقية التي تحمل معنى ما، بحلول هذه المرحلة، تُحدد بوضوح بناءً على رغبة الإمبراطور.